# Karangpaing
Karangpaing is een bestuurslaag in het regentschap Grobogan van de provincie Midden-Java, Indonesië. Karangpaing telt 2120 inwoners (volkstelling 2010).